# Heiliges Feuer (Tierkrankheit)
Heiliges Feuer (Syn. ignis sacer, Erysipelas malignum, „Hinterbrand“) ist eine alte Bezeichnung für eine fiebrige Krankheit der Schafe mit rotlaufartiger, leicht in Brand übergehender Entzündung der Haut. Es ist gleichermaßen auch eine Erkrankung der Pferde mit schnell brandig werdender Entzündungsgeschwulst, auf dem Rücken oder an anderen Teilen. Vermutlich handelt es sich bei diesem bereits in der Antike üblichen Begriff um Milzbrand. Beim Menschen bezeichnete Ignis sacer den Ergotismus, gelegentlich auch den Herpes zoster und andere mit Hautrötung verbundene epidemische Erkrankungen.